# 四川省机场集团

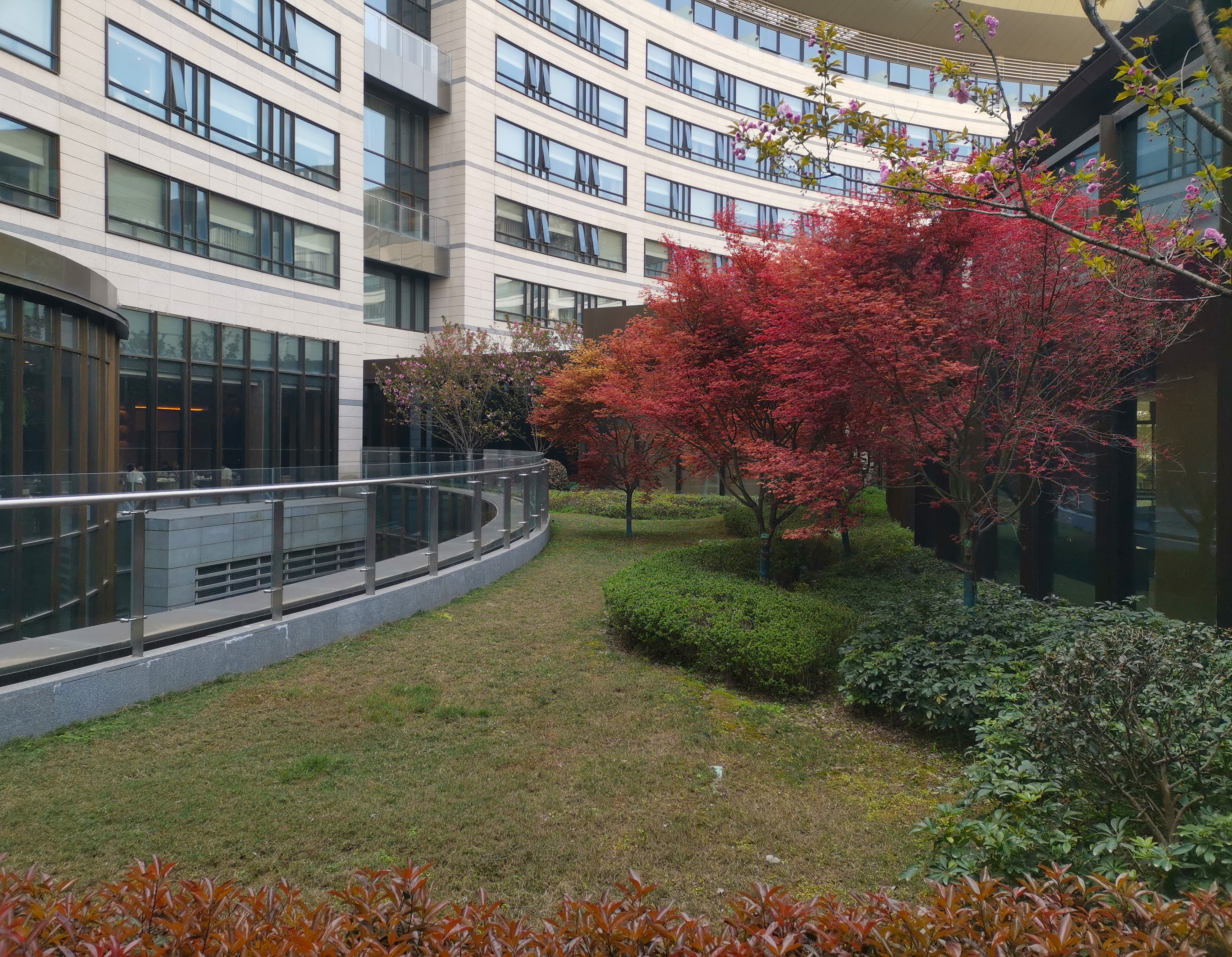
机场集团运营的天府空港云享、悦享酒店

四川省机场集团有限公司（中文简称四川省机场集团）是总部位于中国四川省成都市的国有企业，于2004年从中国民航总局成都双流国际机场剥离，以经营管理四川省境内的民航机场为主要业务，该公司受四川省国有资产监督管理委员会监管。
四川机场集团主要经营机场投资、机场运营管理、机场航空地面保障和地面运输服务，以及酒店、免税店、广告等相关非航业务。下设成都双流国际机场股份有限公司、四川省机场集团航空地面服务有限公司、成都空港建设开发服务有限公司、四川机场旅客服务有限公司和成都国际机场广告传媒有限公司5个二级子公司和3个三级子公司；并下辖成都双流国际机场、成都天府国际机场2个枢纽机场，西昌青山机场、达州金垭机场2个次枢纽机场，以及攀枝花保安营机场、广元盘龙机场、九寨黄龙机场、巴中恩阳机场、阿坝红原机场、甘孜康定机场、稻城亚丁机场和甘孜格萨尔机场8个支线机场，另运营成都空港大酒店。

## 历史
1987年10月15日，原民航成都管理局改组为中国民用航空西南管理局、中国西南航空公司、成都双流机场三个单位。2004年3月26日，四川省人民政府同意在原成都双流国际机场基础上成立四川省机场集团有限公司:25。
2004年3月29日，中国民航总局与四川省人民政府在成都市金牛宾馆共同签署了《四川省民航机场移交书》，成都双流国际机场、西昌青山机场、南充火花机场和达州河市机场由民航总局移交给四川省人民政府。
2004年7月28日，南充火花机场移交给南充市人民政府。南充高坪机场于2004年8月通航，由南充市下辖南充高坪机场管理有限公司营运。
2009年，四川省机场集团分别与攀枝花、广元、泸州市人民政府签署了支线机场联合重组协议。四川省机场集团将通过资产整体划转的方式接收攀枝花和广元机场，以托管方式接收泸州机场。
2021年6月27日，成都天府国际机场正式投运。2022年5月19日，达州金垭机场正式投用，达州河市机场关闭。
为实现四川省属民用运输机场一体化管理运营，2021年6月30日，机场集团与四川省泸州市、南充市、巴中市、绵阳市、甘孜藏族自治州、阿坝藏族羌族自治州政府及蜀道投资集团、四川航空集团等签署《四川省民用运输机场整合发展框架协议》。2023年7月1日，机场集团正式全面接管巴中恩阳、阿坝红原、九寨黄龙、甘孜康定、稻城亚丁、甘孜格萨尔6个机场。